# 特定線量下業務従事者
特定線量下業務従事者（とくていせんりょうかぎょうむじゅうじしゃ）は、労働安全衛生法に基づき、[特定線量下業務に係る特別教育を修了した者。

## 概要
空間線量率が2.5μSv/hを超える場所で除染などの作業以外の業務を行う時に必要な特別教育。

## 受講資格
- 満18歳以上。

## 特別教育
告示された時間は2時間30分である。

### 講習科目
1. 電離放射線の生体に与える影響及び被ばく線量の管理の方法に関する知識（1時間）
2. 放射線測定の方法等に関する知識（30分）
3. 関係法令（1時間）